# Salpeteroorlog (1480-1510)
De Salpeteroorlog was een conflict dat van 1480 tot 1510 speelde tussen Michoacán, het rijk van de Tarasken (Purépecha), enerzijds en de steden Colima, Sayula, Zapotlán, Tapalpa en Autlán anderzijds. 

## Verloop
De oorlog brak uit toen de Taraskische heerser Tangaxoán II Zacoalco, Zapotlán en Sayula poogde te onderwerpen en zich meester wilde maken van de salpeterbronnen. Tangaxoán, die eerder succesvol een Azteekse aanval af had weten te slaan, overschatte zijn mogelijkheden echter. De oorlog leidde tot een smadelijke nederlaag van de Tarasken. Aanvankelijk waren ze nog succesvol, en wisten ze Sayula in te nemen. Coliman, de vorst van Colima, werd vervolgens tot heerser van de overige steden benoemd en wist de Taraskische aanvallen te pareren en terug te drijven. Bij het einde van de oorlog raakte Tangaxoán een kwart van zijn grondgebied kwijt.
Deze oorlog zou later een staartje krijgen. In 1523 steunde Tangaxoán de Spaanse veroveraars bij het verslaan van zijn oude vijand Colima.